# Jacob van den Eynde II
Jacob van den Eynde II (début du XVIe siècle - 1629) est un gouverneur néerlandais de Woerden. Il est le fils du grand-pensionnaire Jacob van den Eynde et père du poète zélandais Jacob van den Eynde, mieux connu sous le nom de Jacobus Eyndius.

## Biographie
Né à Delft, il est un descendant d'Hugo van den Eynde, son grand-père. Nous rencontrons Van den Eynde en tant que gouverneur de Woerden déjà en 1600, selon une lettre qu'il envoie aux États. Cette lettre est mentionnée par Pieter Bor. En 1625, Van den Eynde est toujours gouverneur de Woerden, selon une autre lettre écrite par lui qui émerge plus tard.
Van den Eynde est un savant, qui écrit de la poésie en latin. Ceci est démontré dans un manuscrit qui était en la possession du savant néerlandais Marcus Zuerius van Boxhorn. Le titre du livre est Aenigmatum Liber inhabituel, singula Aenigmata distichis singulis complexus. Le fils de Van den Eynde, Jacob van den Eynde III, mieux connu sous le nom de Jacobus Eyndius, devient un poète renommé en Zélande,,. Van den Eynde vit jusqu'à un « très vieil âge », et meurt à Delft en 1629.

## Famille
Van den Eynde est le fils de Jacob, grand pensionnaire de Hollande, qui est le fils de Hugo, pensionnaire de Delft. Il épouse Maria van Hogendorp et a au moins cinq enfants d'elle, dont Jonkheer Jacob van den Eynde, seigneur de Haamstede, le poète et capitaine zélandais sous Maurice, prince d'Orange,,.

## Blason
Van den Eynde est la première personne connue de la famille van den Eynde à utiliser un blason d'azur au trois canards d'argent (en blauw drie eendjes van zilver),,. Les armoiries de Van den Eynde sont alors rendus célèbres au niveau international par deux Van den Eyndes nés à Anvers qui se déplacent en Italie, Jan et Ferdinand. François Duquesnoy exécute une épitaphe à ce dernier à Rome. Il a inclut les armoiries de la famille dans le monument,.